# Bonte trechterspin
De bonte trechterspin (Tegenaria ferruginea) is een spinnensoort uit de familie van de trechterspinnen (Agelenidae). De wetenschappelijke naam van de soort werd, als Aranea ferruginea, in 1804 gepubliceerd door Georg Wolfgang Franz Panzer.
De vrouwtjes bereiken een lengte van 11 tot 14 mm. De lengte van de mannetjes varieert tussen 9 en 11 mm. De spin heeft een roodachtige grondkleur en op het achterlijf een roestrode tekening, die in zakjes uitloopt. Op het voorste gedeelte van het achterlijf zitten aan beide kanten, lichtbruine vlekken. Het borststuk (sternum) is  vooraan tweemaal ingesnoerd en heeft een lichte middenstreep met daarlangs vier lichte vlekken. De poten hebben borstels en duidelijke zwart-lichtbruine ringen.

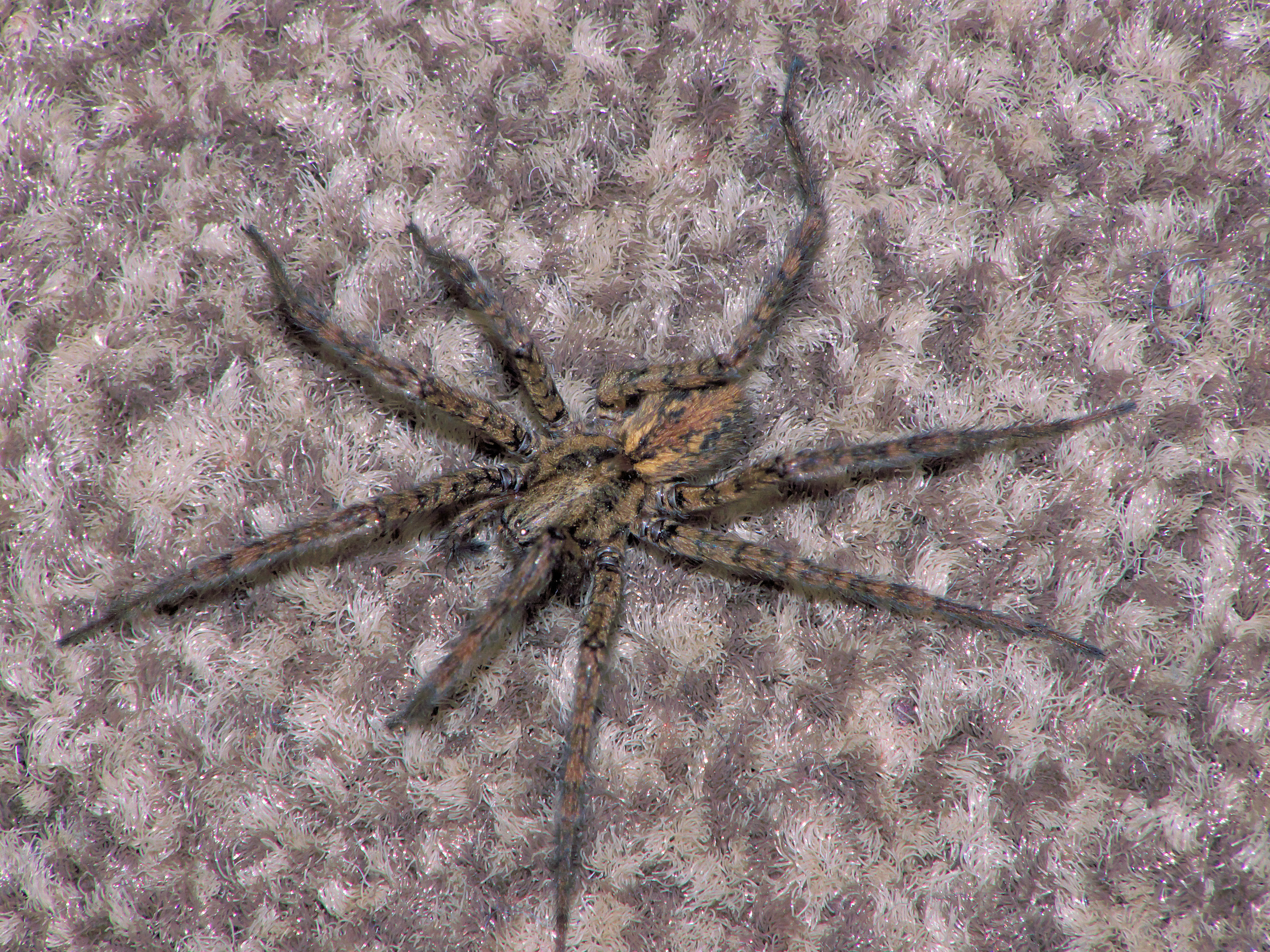
Bonte trechterspin

De bonte trechterspin komt met name voor in grote delen van Europa en op de Azoren, en leeft dicht bij de grond in bossen en in gebouwen.